# Mondim de Basto
Mondim de Basto é uma vila portuguesa localizada na sub-região do Ave, pertencendo à região do Norte e ao distrito de Vila Real. 
É sede do município de Mondim de Basto que tem uma área total de 172,08 km2, 6.410 habitantes em 2021 e uma densidade populacional de 37 habitantes por km2, subdividido em 6 freguesias. O município é limitado a nordeste por Ribeira de Pena, a sudeste por Vila Real, a sudoeste por Amarante, a oeste por Celorico de Basto e a noroeste por Cabeceiras de Basto.
Compõe as Terras de Basto, ao lado de Celorico de Basto, Cabeceiras de Basto e Ribeira de Pena.

## Freguesias
O município é subdivido em 6 freguesias:
- Atei
- Bilhó
- Campanhó e Paradança
- Ermelo e Pardelhas
- São Cristóvão de Mondim de Basto
- Vilar de Ferreiros

## Demografia

### População
Com os Censos 2021, o município de Mondim de Basto registou 6 410 habitantes, menos 1 083 habitantes comparado com os Censos de 2011, quando foram registados 7 493 habitantes. Todos as seis freguesias registaram uma descida de habitantes em média de –14,5%.
| Freguesia                        | Habitantes (2021) | Habitantes (2011) | Variação |
| -------------------------------- | ----------------- | ----------------- | -------- |
| Atei                             | 1 144             | 1 352             | –15,4%   |
| Bilhó                            | 429               | 546               | –21,4%   |
| Campanhó e Paradança             | 600               | 721               | –16,8%   |
| Ermelo e Pardelhas               | 378               | 465               | –18,7%   |
| São Cristóvão de Mondim de Basto | 2 971             | 3 273             | –9,2%    |
| Vilar de Ferreiros               | 888               | 1 136             | –21,8%   |
| Mondim de Basto                  | 6 410             | 7 493             | –13,5%   |

## Evolução da população do município
★ Os Recenseamentos Gerais da população portuguesa tiveram lugar a partir de 1864, regendo-se pelas orientações do Congresso Internacional de Estatística de Bruxelas de 1853. Encontram-se disponíveis para consulta no site do Instituto Nacional de Estatística (INE). 

| Número de habitantes | Número de habitantes | Número de habitantes | Número de habitantes | Número de habitantes | Número de habitantes | Número de habitantes | Número de habitantes | Número de habitantes | Número de habitantes | Número de habitantes | Número de habitantes | Número de habitantes | Número de habitantes | Número de habitantes | Número de habitantes |
| -------------------- | -------------------- | -------------------- | -------------------- | -------------------- | -------------------- | -------------------- | -------------------- | -------------------- | -------------------- | -------------------- | -------------------- | -------------------- | -------------------- | -------------------- | -------------------- |
| 1864                 | 1878                 | 1890                 | 1900                 | 1911                 | 1920                 | 1930                 | 1940                 | 1950                 | 1960                 | 1970                 | 1981                 | 1991                 | 2001                 | 2011                 | 2021                 |
| 7 059                | 7 016                | 7 109                | 7 641                | 7 923                | 7 892                | 8 398                | 9 508                | 10 539               | 10 328               | 9 640                | 9 904                | 9 518                | 8 573                | 7 493                | 6 410                |

(Obs.: Número de habitantes "residentes", ou seja, que tinham a residência oficial neste concelho à data em que os censos  se realizaram.)
| Número de habitantes por grupo etário | Número de habitantes por grupo etário | Número de habitantes por grupo etário | Número de habitantes por grupo etário | Número de habitantes por grupo etário | Número de habitantes por grupo etário | Número de habitantes por grupo etário | Número de habitantes por grupo etário | Número de habitantes por grupo etário | Número de habitantes por grupo etário | Número de habitantes por grupo etário | Número de habitantes por grupo etário | Número de habitantes por grupo etário | Número de habitantes por grupo etário |
| ------------------------------------- | ------------------------------------- | ------------------------------------- | ------------------------------------- | ------------------------------------- | ------------------------------------- | ------------------------------------- | ------------------------------------- | ------------------------------------- | ------------------------------------- | ------------------------------------- | ------------------------------------- | ------------------------------------- | ------------------------------------- |
|                                       | 1900                                  | 1911                                  | 1920                                  | 1930                                  | 1940                                  | 1950                                  | 1960                                  | 1970                                  | 1981                                  | 1991                                  | 2001                                  | 2011                                  | 2021                                  |
| 0-14 Anos                             | 2 463                                 | 2 834                                 | 2 723                                 | 3 082                                 | 3 619                                 | 3 932                                 | 3 960                                 | 3 775                                 | 3 537                                 | 2 537                                 | 1 645                                 | 1 125                                 | 652                                   |
| 15-24 Anos                            | 1 415                                 | 1 380                                 | 1 421                                 | 1 359                                 | 1 594                                 | 1 803                                 | 1 546                                 | 1 520                                 | 1 829                                 | 1 881                                 | 1 397                                 | 949                                   | 703                                   |
| 25-64 Anos                            | 3 345                                 | 3 316                                 | 3 284                                 | 3 416                                 | 3 725                                 | 4 172                                 | 4 061                                 | 3 480                                 | 3 482                                 | 3 831                                 | 3 992                                 | 3 810                                 | 3 262                                 |
| = ou > 65 Anos                        | 384                                   | 365                                   | 400                                   | 477                                   | 534                                   | 614                                   | 761                                   | 865                                   | 1 056                                 | 1 269                                 | 1 539                                 | 1 609                                 | 1 793                                 |

(Obs: De 1900 a 1950 os dados referem-se à população "de facto", ou seja, que estava presente no concelho à data em que os censos se realizaram. Daí que se registem algumas diferenças relativamente à designada "população residente")

## História
É nas eminências castrejas que tem de se procurar as origens do povoamento desta terra. A trezentos metros do cruzeiro de Campos, levanta-se o castro do Castroeiro, que também poderia apenas ser um género de atalaia ligada ao sistema defensivo do castro dos Palhaços, esse o centro político e militar de toda esta região.
No século II antes de Cristo, as legiões romanas sob o comando do cônsul Décio Júnio Bruto invadiram e conquistaram todas estas terras. Sabe-se que houve heróica resistência por parte das tribos montanhesas. No alto da Senhora da Graça poderá ter existido a célebre cidade de Cinínia, onde pontificava a belicosa tribo dos Tamecanos. Todos eles tiveram que se conformar com a imposição romana de virem povoar as partes baixas. Começava um período que se estenderia por quatro séculos. Era o tempo da romanização. As férteis terras desta freguesia íam em pouco tempo mostrar toda a sua produtividade. Tinham início as primeiras formas de organização civil e administrativa. Construíam-se estradas, que deixaram vestígios em Pedravedra, e pontes como a de Vilar de Viando, perto da vila. Foram explorados minérios e ensinada a arte de trabalhar a telha e o tijolo. Nascia a indústria de tijoleiras de Carrazedo.
Por volta dos meados do século XVII vamos encontrar D. António Luís de Meneses, 1.º marquês de Marialva, como donatário desta vila de Mondim. Foi agraciado com aquele título por D. João IV, depois de ter sido um dos primeiros a aclamá-lo em 1 de Dezembro de 1640. Seguidamente prestou relevantes serviços ao País durante as guerras da Restauração. Pelos inícios do século XVIII, a Câmara de Mondim, juntamente com as de Atei, Cerva e Ermelo apresentaram uma de criação de um Juiz de Fora nestes quatro concelhos. Esta criação era possível, segundo a exposição daquelas câmaras ao marquês de Marialva, porque o território era rico e tinha população suficiente para sustentar um magistrado. Foi escolhida a vila de Mondim para albergar a sede, por ser a melhor e maior povoação, local onde havia bons edifícios, comércio e uma feira todos os meses. Nessa época Mondim tinha-se já tornado o império dos curtumes, fornecendo todo o País de couro e calçado. Em 1758, na sua memória original, o pároco da freguesia de S. Cristóvão diz ter o título de vigário com uma renda anual de 350 mil réis.
Mondim de Basto tem uma notável galeria de ilustres figuras: Frei António de S. Bernardo Queirós; Frei José de S. Bernardo Mondim Borges de Azevedo Mourão; Abade José Joaquim da Costa Leite; António da Costa Cardoso; e mais, muitos mais de quem se poderia falar, como por exemplo o Dr. António Borges de Castro, uma referência obrigatória no historial da cultura mondinense deste século. Nascido a 23 de Abril de 1904 na cidade do Rio de Janeiro, veio para Portugal com 3 anos de idade, radicando-se na terra natal dos seus progenitores — Mondim de Basto —, onde permaneceu até à data do seu falecimento a 17 de Julho de 1994. Fez a instrução primária nesta vila, o ensino secundário em Guimarães e no Porto, licenciando-se em Direito pela Universidade de Coimbra, no ano de 1927. Exerceu advocacia durante longos anos, vendo-se obrigado a abandonar a sua actividade profissional por motivos de saúde.

## Património

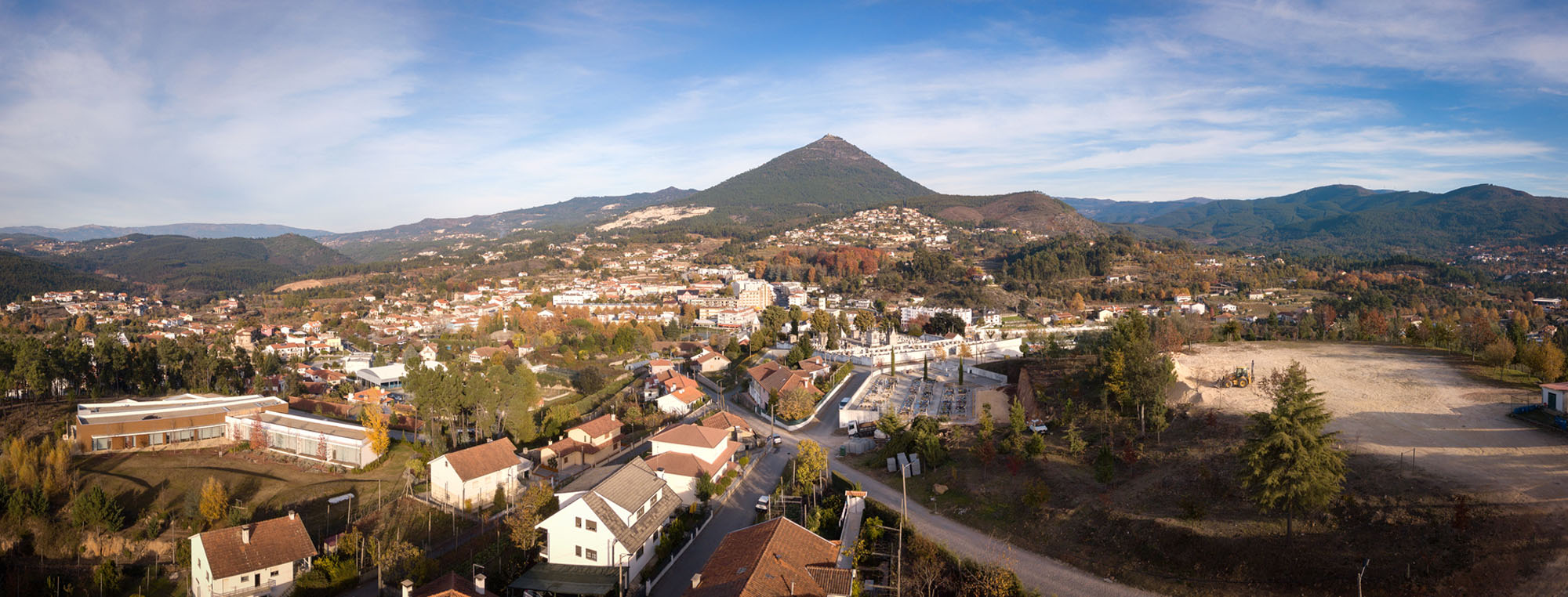
Vila de Mondim de Basto

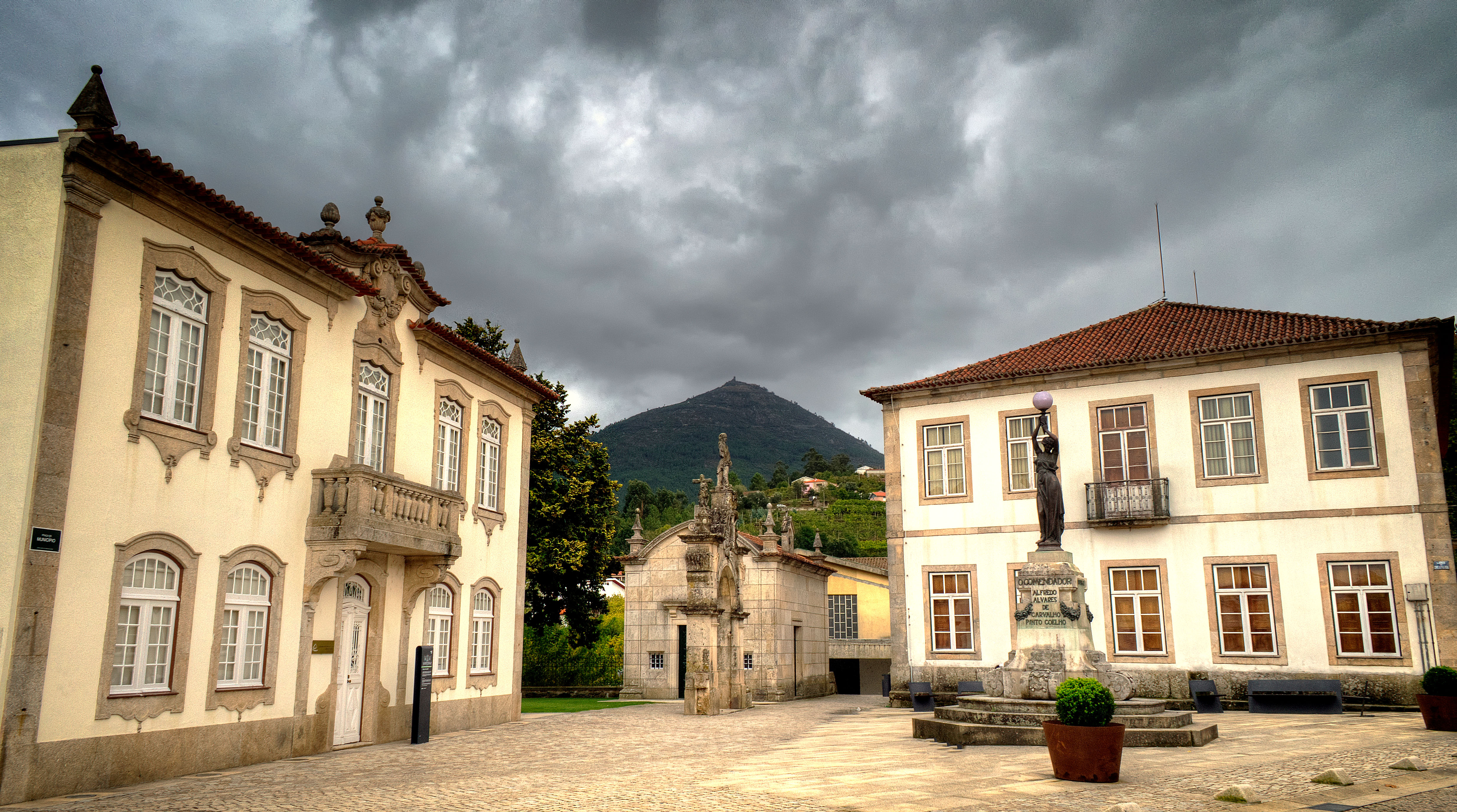
Edifício e Largo dos Paços do Concelho de Mondim de Basto

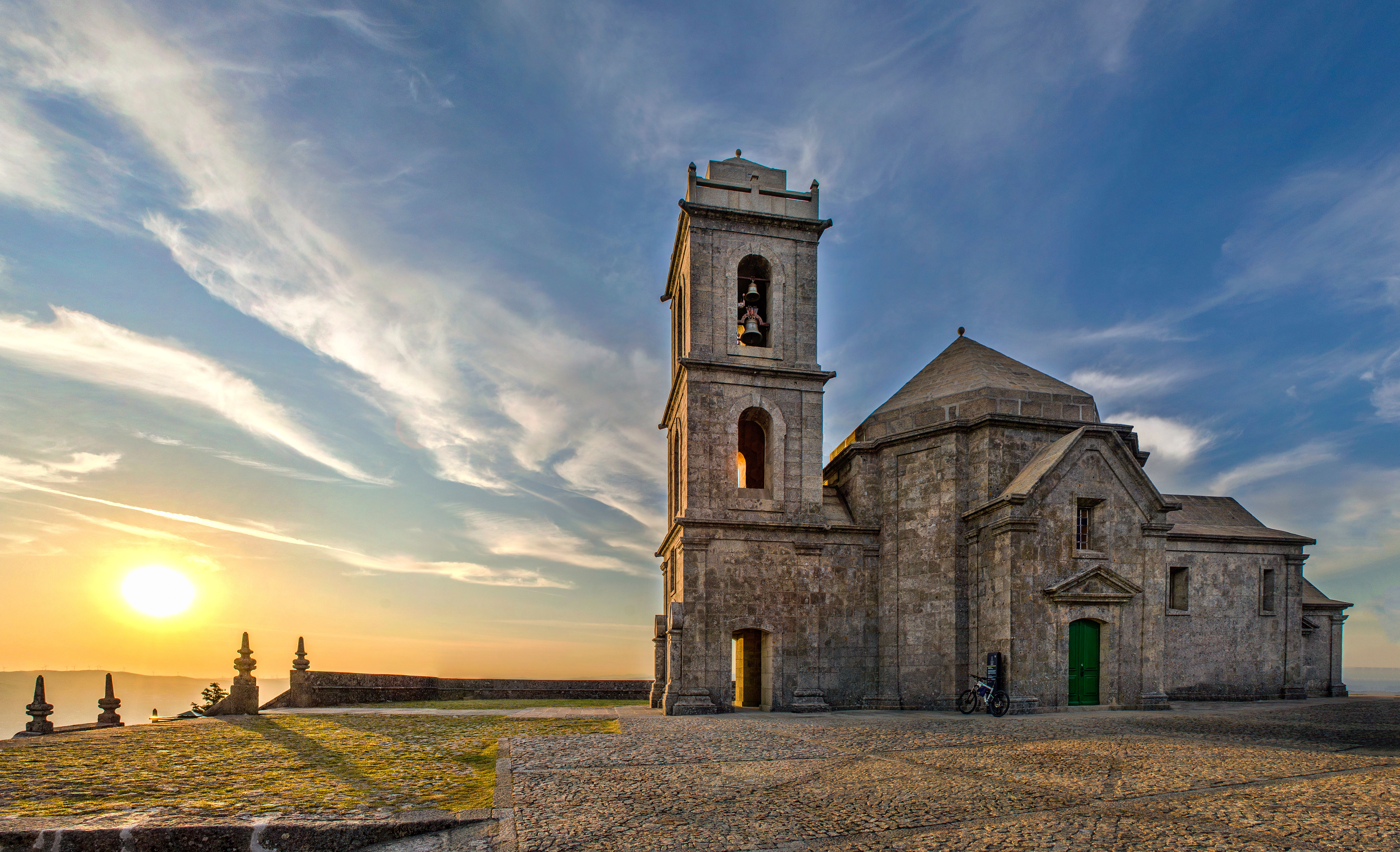
O Santuário de Nossa Senhora da Graça no topo do Monte Farinha.

- Santuário de Nossa Senhora da Graça
- Igreja Matriz de Mondim de Basto

A igreja matriz, totalmente modificada, apresenta da primitiva traça um portal lateral gótico. O corpo da nave é coberto por um tecto de caixotões (ao todo 75 molduras). O altar-mor enquadra um sumptuoso retábulo de talha dourada do século XVIII. Algumas peças de prata, um turíbulo e uma naveta, de oficinas do Porto, valorizam o conjunto das suas alfaias. A Capela do Senhor é um belo e pequeno templo de granito, de estrutura românica, com decoração barroca. O tecto, de madeira, é esquartelado e pintado. As molduras dos caixotões são de grande relevo. Entre as imagens conserva-se uma do século XVI.
- Casa do Eiró, edifício brasonado do século XVIII, destaca-se do casario da vila e segue o tipo comum das residências regionais da época.
- Capelas: do Senhor, de Nossa Senhora da Piedade, do Senhor da Ponte e de São Sebastião
- Casa da Igreja (brasonada)
- Ponte romana
- Alminhas
- Cruzeiros e Pelourinho
- Casas Brasonadas e centro histórico (Rua Velha)

## Figuras Ilustres
Mondim de Basto tem uma notável galeria de ilustres figuras:
- Frei António de S. Bernardo Queirós; Frei José de S. Bernardo Mondim Borges de Azevedo Mourão;
- Abade José Joaquim da Costa Leite; *António da Costa Cardoso;
- António Borges de Castro;
- António Júlio;
- António Teixeira (investigador da Polícia Judiciária e comentador de televisão, como as atualidades criminais de programas de televisão, como " Você na TV (TVI), " O Programa da Cristina" (SIC) e "Dois às 10", da TVI);
- Antunes de Lemos;
- Alfredo Alvares de Carvalho.

António Borges de Castro é uma referência obrigatória no historial da cultura mondinense do século XX. Nascido a 23 de Abril de 1904 na cidade do Rio de Janeiro, veio para Portugal com 3 anos de idade, radicando-se na terra natal dos seus progenitores — Mondim de Basto —, onde permaneceu até à data do seu falecimento a 17 de Julho de 1994. Fez a instrução primária nesta vila, o ensino secundário em Guimarães e no Porto, licenciando-se em Direito pela Universidade de Coimbra, no ano de 1927. Exerceu advocacia durante longos anos, vendo-se obrigado a abandonar a sua actividade profissional por motivos de saúde.
Cedo começou a escrever, colaborando durante cerca de 50 anos com os jornais A Voz, Século, Diário Popular, Diário Ilustrado, Comércio do Porto, além de diversas publicações regionais. No Brasil, onde se deslocou amiúde, escreveu para o Jornal Globo e reorganizou, de raiz e a convite de entidades oficiais, a Biblioteca do Liceu Literário Português na cidade do Rio de Janeiro.
À sua Mondim de Basto, que amava e conhecia como ninguém, legou num testamento de eternidade, páginas e mais páginas carregadas de beleza e de amor. Um dia, Borges de Castro segredou ao seu amigo Joaquim de Carvalho: “Por vezes adormeço e acordo inebriado pelo amor-carinho que consagro à minha terra”. Foi por isso que deixou livros e mais livros, de estudo, de recolha, de investigação da sua terra, dos seus usos e costumes, retratando com a maior fidelidade a sua Região. Das obras publicadas salientem-se: “Nossa Senhora da Graça - Monografia Histórico-Jurídica”; “Guia Turístico do Monte de Nossa Senhora da Graça e Fisgas de Ermelo”; “Roteiro de Mondim de Basto”; “Cancioneiro Popular de Mondim de Basto”. Além de outros títulos publicados deixou ainda algumas obras prontas para publicação, uma das quais irá ver a luz do dia muito em breve: “Monografia de Mondim de Basto”.
Esta magnífica monografia, que se encontra já em fase de pré-impressão, define o homem a quem alguém chamou: “Um verdadeiro repositório histórico-cultural de Mondim de Basto”. Diz António Borges de Castro na Introdução daquilo que foi o seu sonho de sempre: “Fiz pesquisas em todos os arquivos locais e nas melhores bibliotecas públicas, recolhi da tradição oral preciosos elementos etnográficos e históricos entre os mais influentes homens bons que hoje (1990) teriam 150 anos, dizendo que seus pais e avós contavam o mesmo, remontando assim a quase três séculos de história dos factos e coisas mais importantes deste concelho; daí dizer-se que sou a sua história viva”. E é assim que o homem que procurava seguir os ensinamentos do Abade de Baçal e de José Leite de Vasconcelos, nos conduz a uma fantástica viagem através deste concelho, dando-o a conhecer em todas as suas vertentes desde as belezas naturais à sua geografia, da sua história à rica etnografia. E aqui nem sequer se esqueceu de incluir o maravilhoso Cancioneiro Popular Mondinense, permitindo-nos ouvir os falares e cantares do povo, a quem, como ele próprio declara, deu “a alma e o coração”. Parece-nos que não será despropositado aplicar aqui um anterior elogio feito pelo padre Ângelo Minhava, outra grada figura desta terra : “Meu bom amigo Dr. António Borges de Castro: (esta obra) respeita não só aos Mondinenses, mas a todos os Portugueses! É este o melhor elogio que lhe posso dispensar”.

## Política

### Eleições autárquicas[6]
| Data | %       | V       | %       | V       | %     | V     | %            | V            | %              | V    | %              | V   | %              | V   | %         | V         | %   | V   | %       | V       | Participação |                |
| Data | CDS-PP  | CDS-PP  | PPD/PSD | PPD/PSD | PS    | PS    | FEPU/APU/CDU | FEPU/APU/CDU | GDUP           | GDUP | UDP            | UDP | PPM            | PPM | PCTP/MRPP | PCTP/MRPP | MPT | MPT | CDS-PSD | CDS-PSD | Participação |                |
| ---- | ------- | ------- | ------- | ------- | ----- | ----- | ------------ | ------------ | -------------- | ---- | -------------- | --- | -------------- | --- | --------- | --------- | --- | --- | ------- | ------- | ------------ | -------------- |
| Data | 1976    | 46,37   | 3       | 29,36   | 1     | 15,76 | 1            | 1,98         | -              | 2,51 | -              |     |                |     |           |           |     |     |         |         |              | 62,81 / 100,00 |
| 1979 | 39,79   | 2       | 28,05   | 2       | 25,55 | 1     | 1,87         | -            |                |      | 1,49           | -   | 75,67 / 100,00 |     |           |           |     |     |         |         |              |                |
| 1982 | 39,02   | 3       | 20,63   | 1       | 20,39 | 1     | 3,73         | -            |                |      | 11,92          | -   | 73,71 / 100,00 |     |           |           |     |     |         |         |              |                |
| 1985 | 64,83   | 4       | 15,33   | 1       | 11,27 | -     | 4,15         | -            |                |      | 0,85           | -   | 70,76 / 100,00 |     |           |           |     |     |         |         |              |                |
| 1989 | 48,04   | 3       | 37,59   | 2       | 9,57  | -     | 1,25         | -            | 0,54           | -    | 69,43 / 100,00 |     |                |     |           |           |     |     |         |         |              |                |
| 1993 | 46,05   | 3       | 35,05   | 2       | 13,81 | -     | 1,15         | -            | 0,66           | -    | 66,10 / 100,00 |     |                |     |           |           |     |     |         |         |              |                |
| 1997 | 36,61   | 2       | 49,35   | 3       | 10,37 | -     | 0,52         | -            | 0,52           | -    | 67,16 / 100,00 |     |                |     |           |           |     |     |         |         |              |                |
| 2001 | 21,29   | 1       | 44,46   | 3       | 28,74 | 1     | 0,95         | -            | 0,74           | -    | 1,03           | -   | 63,85 / 100,00 |     |           |           |     |     |         |         |              |                |
| 2005 | 13,61   | -       | 41,37   | 3       | 40,77 | 2     | 0,45         | -            | 0,92           | -    |                |     | 62,73 / 100,00 |     |           |           |     |     |         |         |              |                |
| 2009 | 30,12   | 2       | 27,44   | 1       | 38,95 | 2     | 0,80         | -            | 0,61           | -    | 59,03 / 100,00 |     |                |     |           |           |     |     |         |         |              |                |
| 2013 | PPD/PSD | PPD/PSD | CDS-PP  | CDS-PP  | 59,20 | 3     | 0,67         | -            | 0,57           | -    | 37,20          | 2   | 58,81 / 100,00 |     |           |           |     |     |         |         |              |                |
| 2017 | 23,28   | 1       | 12,70   | -       | 58,20 | 4     | 2,79         | -            |                |      |                |     | 56,69 / 100,00 |     |           |           |     |     |         |         |              |                |
| 2021 | 5,90    | -       | 48,93   | 3       | 42,11 | 2     | 0,84         | -            | 61,48 / 100,00 |      |                |     |                |     |           |           |     |     |         |         |              |                |

### Eleições legislativas
| Data | %     | %     | %     | %    | %     | %     | %        | %     | %    | %     | %    | %   | %       | % | %  | %  |
| Data | PSD   | CDS   | PS    | PCP  | UDP   | AD    | APU/ CDU | FRS   | PRD  | PSN   | BE   | PAN | PSD CDS | L | CH | IL |
| ---- | ----- | ----- | ----- | ---- | ----- | ----- | -------- | ----- | ---- | ----- | ---- | --- | ------- | - | -- | -- |
| 1976 | 35,10 | 34,06 | 18,08 | 1,51 | 1,39  |       |          |       |      |       |      |     |         |   |    |    |
| 1979 | AD    | AD    | 19,95 | APU  | 2,72  | 61,58 | 4,86     |       |      |       |      |     |         |   |    |    |
| 1980 | AD    | AD    | FRS   | APU  | 1,47  | 67,71 | 3,75     | 17,11 |      |       |      |     |         |   |    |    |
| 1983 | 28,95 | 34,82 | 24,37 | APU  | 1,07  |       | 1,78     |       |      |       |      |     |         |   |    |    |
| 1985 | 27,72 | 37,15 | 14,12 | APU  | 1,04  | 4,58  | 7,81     |       |      |       |      |     |         |   |    |    |
| 1987 | 61,95 | 13,27 | 12,60 | CDU  | 0,47  | 3,53  | 1,42     |       |      |       |      |     |         |   |    |    |
| 1991 | 64,06 | 13,18 | 15,77 | CDU  |       | 1,79  | 0,43     | 1,16  |      |       |      |     |         |   |    |    |
| 1995 | 50,29 | 17,77 | 25,18 | CDU  | 0,60  | 1,89  |          | 0,67  |      |       |      |     |         |   |    |    |
| 1999 | 45,50 | 15,96 | 32,16 | CDU  |       | 1,69  | 1,35     | 0,72  |      |       |      |     |         |   |    |    |
| 2002 | 53,25 | 15,68 | 25,82 | CDU  | 1,79  |       | 0,76     |       |      |       |      |     |         |   |    |    |
| 2005 | 41,12 | 15,71 | 36,16 | CDU  | 1,81  | 1,90  |          |       |      |       |      |     |         |   |    |    |
| 2009 | 35,31 | 20,96 | 33,67 | CDU  | 2,60  | 4,40  |          |       |      |       |      |     |         |   |    |    |
| 2011 | 47,00 | 17,79 | 26,55 | CDU  | 2,44  | 1,91  | 0,39     |       |      |       |      |     |         |   |    |    |
| 2015 | CDS   | PSD   | 28,32 | CDU  | 2,89  | 4,92  | 0,38     | 56,84 | 0,31 |       |      |     |         |   |    |    |
| 2019 | 36,48 | 11,29 | 36,71 | CDU  | 2,04  | 4,44  | 1,33     |       | 0,48 | 0,45  | 0,37 |     |         |   |    |    |
| 2022 | 43,97 | 3,06  | 38,52 | CDU  | 1,68  | 2,11  | 0,81     | 0,24  | 5,39 | 2,06  |      |     |         |   |    |    |
| 2024 | AD    | AD    | 27,46 | CDU  | 44,20 | 1,72  | 2,31     | 1,01  | 1,30 | 15,51 | 1,42 |     |         |   |    |    |

## Actividades económicas
Em 2009, Mondim foi o município de Portugal com o ganho médio mensal dos trabalhadores por conta de outrem mais baixo, com um valor médio 616,7 euros.
A agricultura e a pecuária, indústrias de transformação de madeira, de serralharia civil, de calçado e têxtil, pedreiras, comércio e serviços são os setores de atividade predominantes no município.

## Festas e romarias
Festas do concelho (a 25 de Julho), Feira da Terra (primeiro fim-de-semana de agosto), Feira de Ano (penúltimo domingo do mês de outubro), S. Bartolomeu e Feira de Gado do Bilhó (a 24 de Agosto).

## Locais de interesse turístico

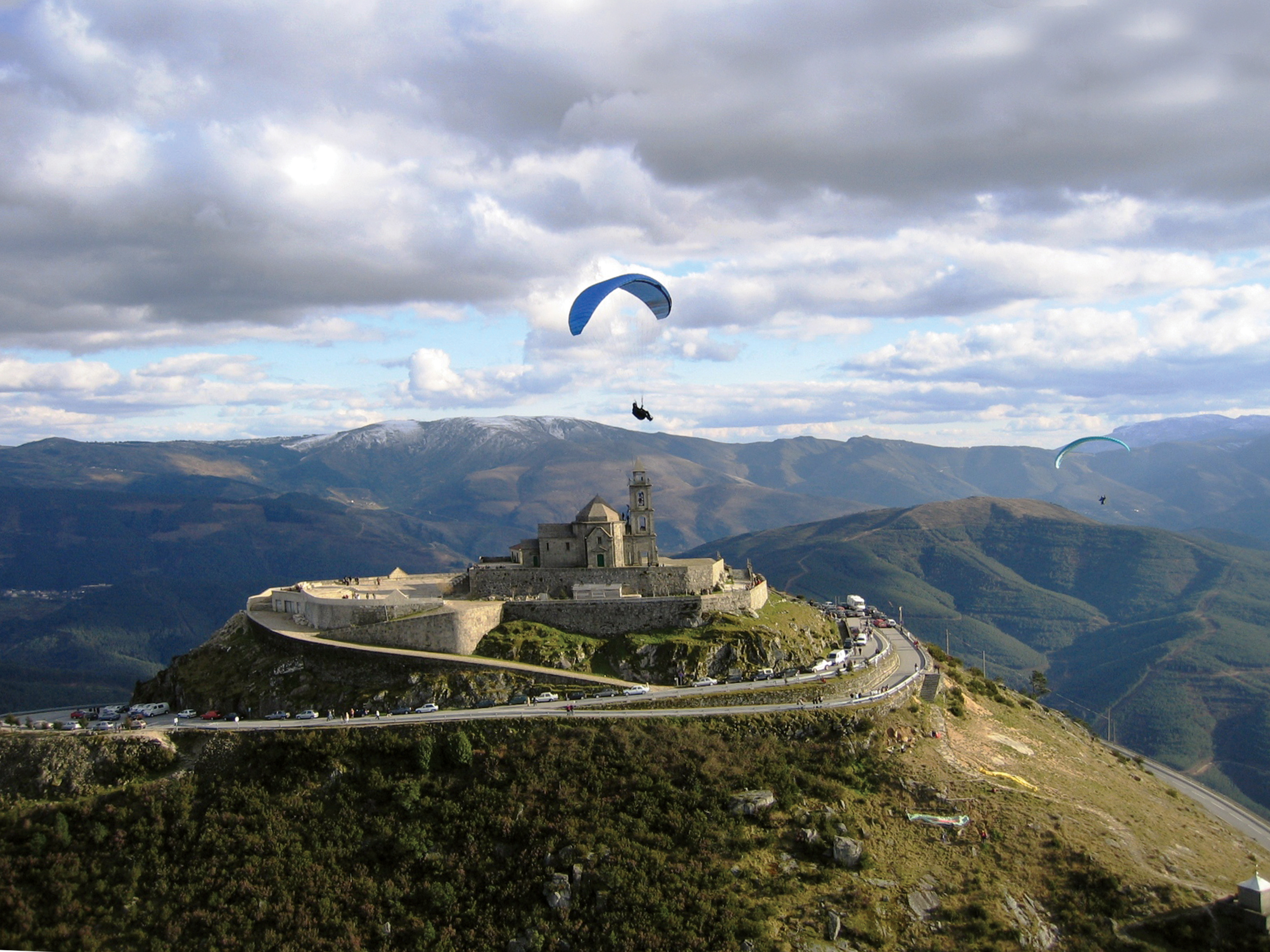
O Alto da Senhora da Graça (Monte Farinha) visto de parapente

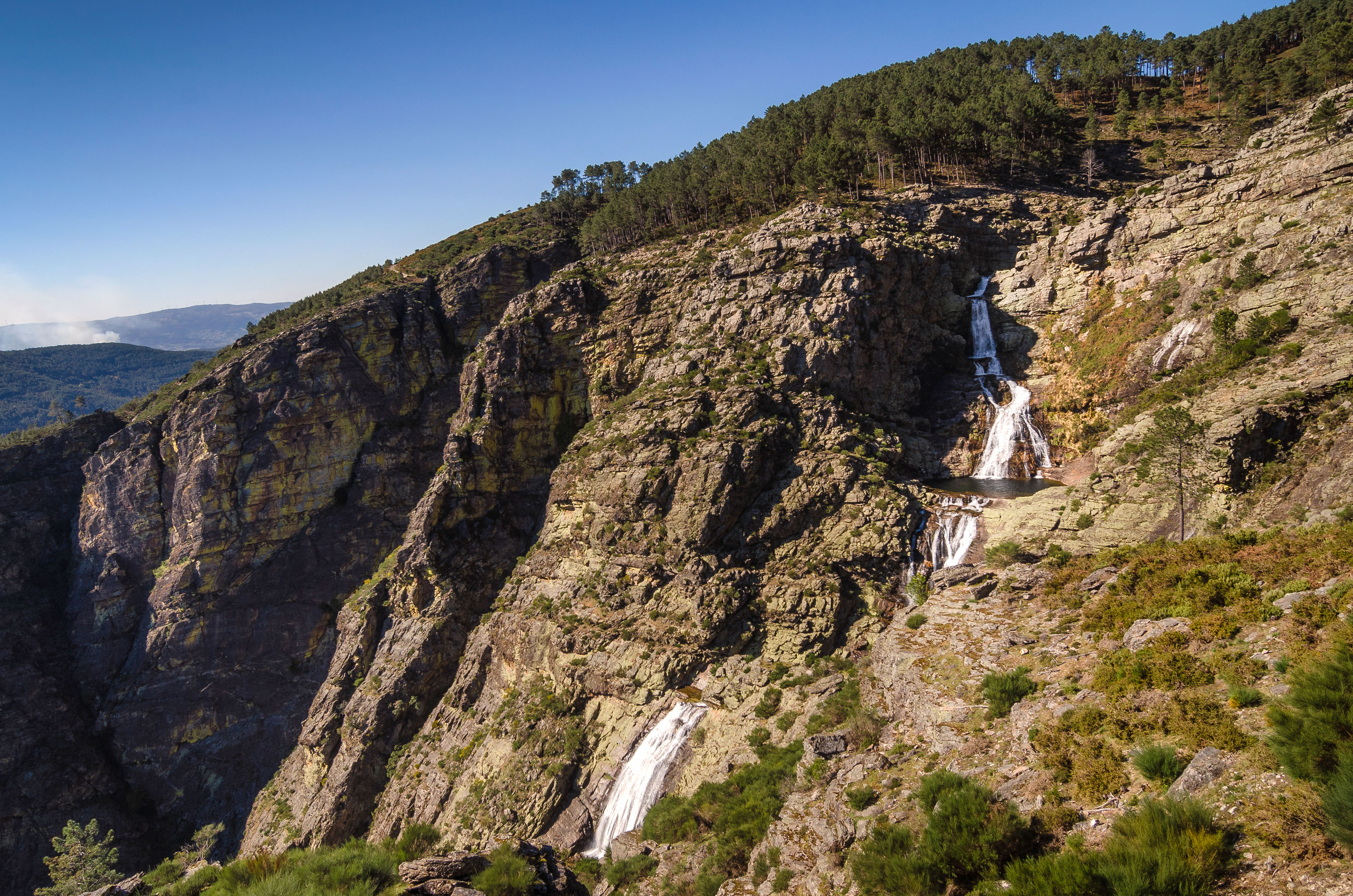
Fisgas de Ermelo

- Alto da Senhora da Graça (Monte Farinha)
- Fisgas de Ermelo
- Parque de Campismo (na margem direita do Rio Cabril)
- Piscina Municipal
- Zona Verde
- Praia Fluvial
- Parque de Merendas da Senhora da Graça
- Campo de Ténis
- Mini-golf
- Castro do Castoeiro (no lugar de Campos – Mondim de Basto)
- Fisgas de Ermelo
- Ponte Românica do Rio Cabril
- Parque Florestal
- Rio Tâmega

## Gastronomia
- Carne Maronesa
- Cabrito assado
- Vinho Verde
- Milhos
- Enchidos
- Mel
- Doçaria Tradicional

## Artesanato
- Tecelagem (em linho)
- Bordados
- Cantaria

## Colectividades
- Mondinense Futebol Clube
- Círculo de Veteranos de Mondim de Basto
- Clube de Caça e Pesca de Mondim de Basto
- Associação Humanitária dos Bombeiros Voluntários de Mondim de Basto.

## Orago
- São Cristóvão

## Feiras
- Quinzenal (primeira e terceira quinta-feira do mês)
- Anual (Feira de Ano - penúltimo domingo do mês de outubro)
- Feira da Terra (primeiro fim-de-semana de agosto)

Sítio Geográfico: 41º 24' 39.48" N 7º 57' 26.51" W

## Marcha de Mondim de Basto
Vamos cantar Mondim, a nossa terra amada,

risonha fada junto ao Tâmega a sonhar…

É pequenina, mas bonita e engraçada:

Nela se encerra todo o amor do nosso lar!

Por toda a parte a natureza, águas correntes,

as avezinhas e as crianças inocentes…

te cantam com graça infinda:

“és linda! Tão linda!

Mondim, Mondim,

ó meu torrão natal,

não tens rival,

não há igual a ti!

Colina em flor!

Jardim que nos sorri!

Mondim, és o meu tesoiro,

o berço de oiro 

onde eu nasci!

São as casinhas como as contas do meu terço,

todas juntinhas, pois aqui somos irmãos:

nas alegrias e tristezas deste berço 

não há distâncias: pobre e rico dão-se as mãos.

E lá nos campos, 'inda o sol não dá na serra,

lá anda o povo a sua terra a trabalhar…

Badala o sino da igreja…

Silêncio! Rezar!

Tens a fragrância dos jardins do nosso Minho!

Tens a saudade de um adeus a Trás-os-Montes!

Ligas-te ao Douro por pinhais e rosmaninho!

Em ti desfrutam-se os mais belos horizontes!

Ergue-se ao alto Nossa Senhora da Graça 

sobre um altar, o singular Monte Farinha,

que, altivo, mostra a quem passa 

a nossa Madrinha!